# Иль-Молен
Иль-Моле́н (фр. Île-Molène) — муниципалитет во Франции, в регионе Бретань, департамент Финистер, кантон Сен-Ренан. Находится на одноимённом острове Моленского архипелага.
Население — 160 человека (2019).
Муниципалитет расположен в 540 км к западу от Парижа, 250 км к западу от Ренна, 80 км северо-западнее Кемпера.

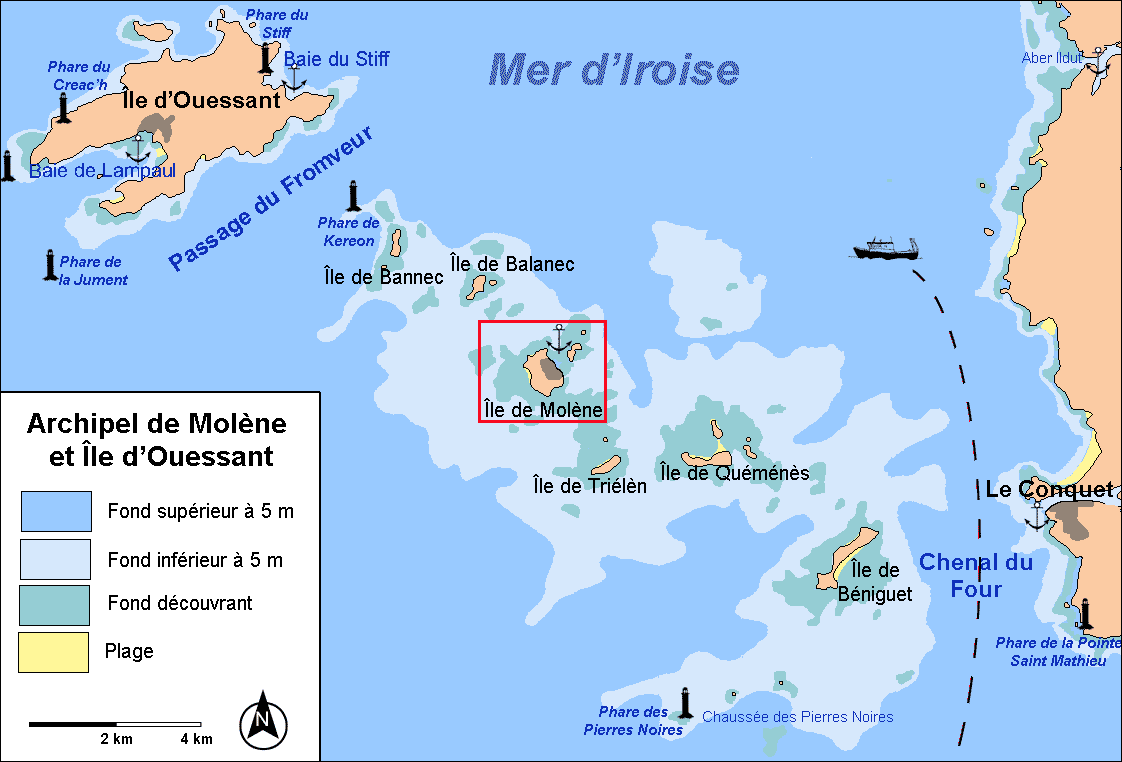

## Население
Численность населения на Иль-Молен уменьшается. В то время как в 1962 году на острове проживало 596 человек, в 1982 году было 330 человек и в 2016 году, только 132 человека.
| 1962 | 1968 | 1975 | 1982 | 1990 | 1999 | 2007 | 2009 | 2019 |
| ---- | ---- | ---- | ---- | ---- | ---- | ---- | ---- | ---- |
| 596  | 527  | 397  | 330  | 277  | 264  | 217  | 211  | 160  |

## Экономика
В 2007 году среди 122 человек в трудоспособном возрасте (15-64 лет) 63 были активные, 59 — неактивные (показатель активности 51,6 %, в 1999 году было 50,0 %). С 63 активных работало 56 человек (34 мужчины и 22 женщины), безработных было 7 (4 мужчины и 3 женщины). Среди 59 неактивных 5 человек были учениками или студентами, 32 — пенсионерами, 22 были неактивными по другим причинам.